# Santo Tomás de Santo Domingo
Santo Tomás es el quinto distrito del cantón de Santo Domingo, en la provincia de Heredia, de Costa Rica.

## Geografía
Santo Tomás cuenta con un área de 3,54 km² y una altitud media de 1200 m s. n. m.

## Demografía
Para el año 2022, Santo Tomás cuenta con una población estimada de 7440 habitantes, y para el último censo efectuado, en 2011, Santo Tomás contaba con una población de 6267 habitantes.

## Localidades
- Barrios: Barquero, Higinia, Pacífica.

## Transporte

### Carreteras
Al distrito lo atraviesan las siguientes rutas nacionales de carretera:
- Ruta nacional 116